# Bonität
Bonität (von lateinisch bona, „Vermögen“, hieraus lateinisch bonitas „Vortrefflichkeit“) oder Kreditwürdigkeit ist in der Finanzwirtschaft die Fähigkeit eines Wirtschaftssubjekts (natürliche Personen, Unternehmen oder Staaten mit ihren Untergliederungen), die aufgenommenen Schulden zurückzahlen zu können (wirtschaftliche Bonität), und der Wille, diese zurückzuzahlen (Zahlungswilligkeit). Bei Emittenten von Wertpapieren wird unter Bonität die Fähigkeit verstanden, die Emission samt der Zinsen zu bedienen und zu tilgen. Daraus ableitbar ist die Wahrscheinlichkeit, mit der ein Kreditnehmer in der Lage und willens sein wird, die erforderlichen Rückzahlungen zu leisten.

## Allgemeines
Die Bonität beinhaltet mithin regelmäßig zwei Kriterien, von denen die wirtschaftliche Rückzahlungsfähigkeit im Vordergrund der Analyse steht. Bei der persönlichen Kreditwürdigkeit wird die persönliche Zuverlässigkeit und Zahlungswilligkeit bewertet. Hier sind die beruflichen und fachlichen Qualifikationen bei natürlichen Personen als Kreditnehmer und vom Management bei Unternehmensfinanzierungen von Interesse. Bei der wirtschaftlichen Kreditwürdigkeit geht es um die wirtschaftlichen Fähigkeiten aufgrund der vergangenen und prognostizierbaren wirtschaftlichen Verhältnisse des Kreditnehmers, den Kredit zurückzuzahlen (Kapitaldienstfähigkeit). Hierzu werden Daten wie Einkommensnachweise, Bilanzen usw. zur Auswertung hinzugezogen.
Gläubiger, insbesondere Kreditinstitute, müssen ihre Kreditrisiken professionell einschätzen und einstufen können. Deshalb wurden Verfahren auf betriebswirtschaftlich-statistischer Grundlage entwickelt, die sich systematisch mit der Ermittlung und der nachfolgenden Einstufung der individuellen Bonität eines Schuldners befassen (Kreditwürdigkeitsprüfung). Ohne selbst Gläubiger zu sein, ermitteln auch Ratingagenturen permanent die Bonität von Schuldnern, um den Gläubigern ihr Ergebnis entgeltlich als Rating zur Verfügung zu stellen.

## Bonitätsprüfung
Informationen zur Prüfung der Bonität eines Unternehmens lassen sich heute in zahlreichen Quellen finden. Für eine zuverlässige Bonitätsprüfung erforderliche Informationen können je nach der Höhe des abzusichernden Risikos variieren, z. B. sollten Geschäfte mit höherem Risiko strenger und umfassender geprüft werden als Geschäfte mit geringem Risiko. Um eine Kreditgewährung an bonitätsschwache Kunden/Geschäftspartner zu vermeiden, empfiehlt es sich, die Bonität vorher zu prüfen und die Kreditbedingungen des Kreditgeschäfts dem Ergebnis der Bonitätsprüfung anzupassen.
Eine Wirtschaftsauskunft bietet eine Vielzahl von Informationen. Oftmals kann zwischen Auskunftsprodukten unterschiedlicher Informationstiefe gewählt werden – je nach Grad des abzusichernden Risikos. Die Auskunft dient als Baustein bei der Kreditwürdigkeitsprüfung, und es kann sinnvoll sein, die Auskunft mit weiteren Quellen zu kombinieren, wie z. B. interne Daten aus dem Rechnungswesen oder Informationen der Kundenbetreuung.
Folgende Daten können beispielsweise in einer Wirtschaftsauskunft enthalten sein:
- Finanzlage mit Bonitätsindex, Zahlungsverhalten, Negativmerkmalen, empfohlener Höchstkredit
- Firmenhistorie
- Geschäftsgegenstand/Branche
- Niederlassungen, Zweigstellen oder Filialen
- Kapitalbeteiligungen
- Immobilien
- Bankverbindungen
- Geschäftszahlen und Jahresabschluss

## Einstufung der Bonität
Es gibt keine einheitlichen Bonitätskriterien für alle Schuldner. Jeder Schuldner erfüllt nämlich aufgrund seiner individuellen wirtschaftlichen Situation alle Bonitätskriterien mehr oder weniger, sodass letztlich eine individuell abgestufte Bonität das Ergebnis ist. Diese Abstufungen werden entweder in Scores oder Ratings ausgedrückt, die von „sehr guter Bonität“ bis „gerade noch vertretbare Bonität“ reichen. Ratingtechnisch liegt Bonität also vor, wenn ein Schuldner gerade noch ein Rating erhält, das im Rahmen des „investment grade“ liegt. Die Bundesbank bezeichnet demzufolge Kreditforderungen der Kreditinstitute dann als „notenbankfähige Sicherheiten“, wenn bei Ratingagenturen die Unternehmen mindestens ein langfristiges Urteil von „BBB-“ aufweisen.
Diese Bonitätsstufen korrelieren positiv mit der statistischen Ausfallwahrscheinlichkeit, denn eine gute Bonität bedeutet geringe Ausfallwahrscheinlichkeit und umgekehrt. Deshalb können im Rahmen der Kalibrierung einer bestimmten Ratingstufe auch konkrete Ausfallwahrscheinlichkeiten zugeordnet werden. Auch Ratingagenturen wie „Moody’s“ oder „Standard & Poor’s“ und Kreditinstitute wenden bei eigenen Ratingverfahren derartige Klassifizierungen an, denen jeweils institutseigene Ausfallwahrscheinlichkeiten zugrunde gelegt werden. Anbieter von Wirtschaftsinformationen wie Hoppenstedt Kreditinformationen GmbH und Creditreform legen die Ausfallwahrscheinlichkeiten nach einem speziellen Scoringverfahren fest. Die resultierenden Werte aller Anbieter unterscheiden sich nur unwesentlich. Eine allgemein gültige Regel für die Ausfallwahrscheinlichkeit kann nicht angegeben werden, da diese laufenden Änderungen unterworfen ist. Kennzahlen für die Ausfallwahrscheinlichkeit werden unter anderem aus demografischen Daten, makroökonomischen Daten, Finanzdaten und Zahlungserfahrungen gewonnen.

## Anforderungen an die Bonitätsprüfung bei Kreditinstituten
In Deutschland verlangt § 18 KWG von den Kreditinstituten, dass sie sich laufend über die wirtschaftlichen Verhältnisse ihrer Kreditnehmer unterrichten, indem sie entsprechende Kreditunterlagen zeitnah anfordern und für eine Risikoeinstufung auswerten. Die Vorschrift des § 18 KWG ist eine zentrale Bestimmung für die Kreditvergabe und die damit verbundene Kreditwürdigkeitsprüfung, die nicht nur formal, sondern auch materiell einzuhalten ist. Der Bundesgerichtshof (BGH) verlangt in Auslegung dieser Bestimmung von Kreditinstituten, sich nachhaltig um die Vorlage von Jahresabschlüssen beziehungsweise einen Vermögensstatus mit ergänzenden Angaben zu bemühen und die weitere Kreditgewährung von einer solchen Vorlage abhängig zu machen, den Kredit also zu kündigen, wenn ihnen die Erfüllung ihrer gesetzlichen Verpflichtung durch das weitere Verhalten ihres Kunden unmöglich gemacht wird. Die nicht erfolgte oder gar die nicht fristgerechte Offenlegung durch den Kreditnehmer löst einen Kündigungsgrund aus (siehe Kreditvertrag). Mit dieser Pflicht werden die Kreditinstitute, aber auch deren Gläubiger geschützt.
Art. 144 Nr. 1a Kapitaladäquanzverordnung (englische Abkürzung CRR) verlangt für CRR-Kreditinstitute in allen EU-Mitgliedstaaten eine aussagekräftige Beurteilung jedes Schuldners, wobei ein Rating (Finanzwesen),Ratingsystem den Risikomerkmalen von Schuldner und Geschäft Rechnung tragen muss (Art. 170 Nr. 1 CRR) und bei Kreditgenehmigungen jedem Schuldner ein Rating zuzuordnen ist (Art. 172 Nr. 1a CRR). Ein Rating setzt voraus, dass den Kreditinstituten entsprechende Unterlagen über Vermögen, Schulden und Einkommen des Kreditnehmers vorliegen. Da die CRR als Ausführungsbestimmung des § 10 KWG anzusehen ist, gilt sie im Verhältnis zum KWG als „lex specialis“, dem Vorrang eingeräumt werden muss vor den allgemeinen Bestimmungen des § 18 KWG.
Die vorliegenden Unterlagen werden sodann im Rahmen einer Bonitätsprüfung von der Kreditbearbeitung ausgewertet. Das Verfahren und die dabei angewandten Analyse- und Beurteilungskriterien sind aufsichtsrechtlich sowohl organisatorisch als auch inhaltlich nur grob festgelegt. Die detaillierte Festlegung und Gewichtung einzelner Bonitätskriterien bleibt den Kreditinstituten überlassen. Die MaRisk verlangen von Kreditinstituten die Erfüllung organisatorischer Vorkehrungen (Ausgestaltung der Aufbau- und Ablauforganisation), die eine systematische und sachgerechte Bonitätsprüfung ermöglichen sollen. In Art. 142, 143 CRR wird Kreditinstituten – die eigene Ratings erstellen – die aufsichtsrechtliche Genehmigung zugesagt, den IRB-Ansatz für bankinterne Ratings verwenden zu dürfen, wenn sie alle Methoden, Verfahrensabläufe, Steuerungs- und Überwachungsprozeduren und Datenerfassungs- und Datenverarbeitungssysteme die Bonitätseinschätzung unterstützen.

### Bonitätskriterien
Die Festlegung und Gewichtung der einzelnen Bonitätskriterien ist jedem Gläubiger freigestellt. Dabei wird er nach seinen Bedürfnissen und von der Art des Schuldners abhängige, unterschiedliche Kriterien und Gewichtungen zugrunde legen. Auch Kreditinstituten wird aufsichtsrechtlich nicht vorgeschrieben, welche Kriterien sie bei ihrer Ratingvergabe zu berücksichtigen haben. Bei Ratingagenturen sind die angewandten Bonitätskriterien weitgehend nicht öffentlich.
Allgemein können jedoch folgende Mindest-Kriterien genannt werden, die sich in rechtliche, personelle und wirtschaftliche Faktoren systematisieren lassen:
Natürliche Personen
Angaben über bisherige Kreditabwicklungen, Einkommenssituation (Höhe, Arbeitgeber, Sicherheit des Arbeitsplatzes), Ausgabensituation (Miete, Kreditrückzahlungen), Vermögenssituation (vorhandene Vermögensbestandteile), Schuldensituation (Kredite, übernommene Haftungen); Güterstand.
Unternehmen
Allgemeine Angaben aus Bankauskunft, Wirtschaftsauskunftei; Rechtsform und Unternehmenssatzung; aus dem Jahresabschluss: Eigenkapitalquote, verfügbarer Cashflow (Cash-Flow-Berechnung), Cash-Flow in Prozent des Umsatzes, Gewinn- oder Verlustsituation, Qualität des Managements, Unternehmensplanung, Investitionspolitik, Vermögens- und Schuldensituation. Die Bank-Verschuldung im Bereich der Millionenkredite kann über die Evidenzzentrale der Bundesbank ermittelt werden.
Je nach Bedeutung eines Kriteriums kann dieses gegenüber anderen Kriterien durch eine höhere Gewichtung stärkeren Einfluss auf das Ratingergebnis erhalten.

### Harte und weiche Negativmerkmale
Negativmerkmale sind personenbezogene Daten, die auf eine schlechte Bonität des Betroffenen hinweisen. Der Begriff stammt aus dem Datenschutzrecht und wird dort im Zusammenhang mit der Rechtsfrage verwendet, ob eine verantwortliche Stelle ihr bekannte Bonitätsdaten eines Kunden an eine Auskunftei übermitteln darf. Die Negativmerkmale sind von den sog. Positiv- bzw. Grunddaten abzugrenzen, die dadurch gekennzeichnet sind, dass sie dem Betroffenen eine positive bzw. keine negative Zahlungsprognose attestieren. Die Einzelheiten der Abgrenzung sind jedoch umstritten. So geht die herrschende Meinung davon aus, dass Negativmerkmale lediglich solche Einzelinformationen sind, die auf Vertragsstörungen (z. B. Verzug) hinweisen. Dieser Auffassung wird entgegengehalten, dass sie realitätsfern sei. Negativmerkmale sind – nach der Gegenauffassung – Einzelinformationen, die auf eine schlechte Bonität hinweisen. Dazu gehörten nicht nur Vertragsstörungen, sondern auch persönliche Kriterien wie das Alter und der Wohnort.
Innerhalb der Negativmerkmale werden harte und weiche Negativmerkmale unterschieden. Harte Negativdaten sind beweiskräftige Angaben über die Bonität des Betroffenen. Hauptmerkmal ist eine gerichtliche Bestätigung. Beispiele sind die Eröffnung eines Insolvenzverfahrens, die Abgabe einer Eidesstattlichen Versicherung oder Zwangsvollstreckungsmaßnahmen. Ausreichend ist aber auch ein rechtskräftiges Urteil. Nachweisen lässt sich die Bonität im Sinne eines Nichtvorliegens harter Negativmerkmale beispielsweise durch ein Negativattest des Insolvenzgerichts, wonach gegen eine Person oder Firma kein Insolvenzverfahren anhängig ist oder war, oder eine Auskunft aus dem Schuldnerverzeichnis des zuständigen Vollstreckungsgerichts, die keine offenen Forderungen ausweist. Weiche Negativmerkmale sind Angaben zur Bonität des Betroffenen mit nur geringer Aussagekraft. Ihr Hauptmerkmal ist eine einseitige Rechtsausübung eines Vertragspartners. Beispiele sind die Beantragung eines Mahnbescheides, die Klageerhebung oder außergerichtliche Mahnung.
Nach alter Rechtslage gewann diese Differenzierung bei der Frage an Bedeutung, ob eine Bank oder auch jedes andere Unternehmen Einzelinformationen eines Kunden an eine Auskunftei übermitteln durfte. Dies hing zunächst davon ab, ob ein Positiv- oder ein Negativmerkmal vorliegt. Negativmerkmale durften nur übermittelt werden, wenn das Offenbarungsinteresse der Bank das Geheimhaltungsinteresse des Kunden überwog, vgl. § 28 Abs. 1 Satz 1 Nr. 2 BDSG. Ein Überwiegen des Offenbarungsinteresses nahm die Rechtsprechung bei Vorliegen harter Negativmerkmale regelmäßig an, bei weichen Merkmalen musste dies positiv festgestellt werden. Da bei Positivmerkmalen i. d. R. kein überwiegendes Offenbarungsinteresse bestand, konnten deren Übermittlung nur durch Einwilligung gerechtfertigt werden.
Nach neuer, seit dem 1. April 2010 geltenden Rechtslage ist die Differenzierung harter und weicher Merkmale in den neuen § 28a BDSG überführt worden. Hiernach ist die Übermittlung dort definierter harter Negativmerkmale zulässig (vgl. Abs. 1 Nr. 1 bis 3); die Übermittlung weicher Negativmerkmale ist nur unter strengen Voraussetzungen (z. B. Ankündigung der Übermittlung) zulässig (vgl. Abs. 1 Nr. 4 bis 5). Zudem setzt § 28a BDSG voraus, dass die Forderung fällig und offen ist und dass die Übermittlung zusätzlich auch noch zur Wahrung berechtigter Interessen der verantwortlichen Stelle oder eines Dritten erforderlich ist.

### Auswirkungen der Bonitätseinstufung
Bonitätseinstufungen anhand obiger Bonitätskriterien werden sowohl bei erstmaliger Kreditgewährung als auch laufend während der Kreditgewährung vorgenommen. Beide haben den Zweck, das aktuelle Kreditrisiko eines Schuldners anhand einer Ratingnote festzulegen. Diese Ratingnote ist – neben etwaigen Kreditsicherheiten – der wesentliche Faktor für die Eigenmittelunterlegung. Außerdem wirken sich die erstmalige Ratingeinstufung und spätere Ratingmigrationen auf die Kernkapitalquote eines Kreditinstituts aus, weil sie ein Bestandteil des Nenners in der Berechnungsformel sind.
Von der Höhe der bei einem Kredit vom Kreditinstitut zu unterlegenden Eigenmittel hängt wiederum auch der Kreditzins ab, weil dieser eine bonitätsabhängige Risikoprämie beinhaltet. Bei guter Bonität (oder guten Kreditsicherheiten) ist der Kreditzins tendenziell niedriger und umgekehrt.
Bonitätsverschlechterungen bestehender Kredite können über entsprechende Ratingherabstufungen bestimmte Folgen in Kreditverträgen auslösen. Einerseits können automatisierte Kreditmargenerhöhungen eintreten, andererseits treten Nachbesicherungs- oder sogar Kreditkündigungsrechte in Kraft. Ausgangspunkt ist die wesentliche Verschlechterung der Vermögensverhältnisse (= Bonität), wie sie in § 490 Abs. 1 BGB normiert ist.

## Lieferanten und Versicherungen
Neben Kreditinstituten befassen sich zwei weitere große Gruppen von Nichtbank-Unternehmen mit der Bonität, die Lieferanten und Versicherungen (insbesondere Kreditversicherungen).
Bei Forderungen aus Lieferungen und Leistungen spielt die Bonität von Debitoren eine wichtige Rolle. Lieferantenkredite entstehen, sobald bei einer Warenlieferung der Gefahrenübergang auf den Schuldner erfolgt ist und dieser nicht unmittelbar bezahlt. Das hierin liegende Bonitätsrisiko kann gemildert oder ausgeschaltet werden, wenn die Lieferanten die Eigentumsübertragung mittels Eigentumsvorbehalt bis zur vollständigen Bezahlung hinauszögern oder Vorauszahlung verlangen. Die Bonität kann sich während der Laufzeit des Lieferantenkredits verändern. Änderungen in der Bonität der Debitoren müssen jeweils rechtzeitig erkannt werden und beim Auftreten von entsprechenden Frühwarnindikatoren (z. B. Überschreitung des Zahlungsziels) zu geeigneten Maßnahmen des Kreditors führen (z. B. Anpassung der Zahlungsweise).
Kreditversicherungen versichern diese Lieferantenkredite und übernehmen damit ein ähnliches Kreditrisiko wie Kreditinstitute, denn sie müssen sich mit dem Ausfallrisiko einer Lieferforderung auseinandersetzen. Versicherungsfall ist nämlich der Forderungsausfall, der zunächst den Versicherungsnehmer trifft und dann die Kreditversicherung im Rahmen einer Schadensregulierung.

## Kritik
Bonität und ihre Klassifizierung nach Ratings ist für subjektive Einflüsse zugänglich. Sowohl die Auswahl der Bonitätskriterien als auch deren Gewichtung enthalten subjektive Merkmale. Deshalb kann die von einem Gläubiger oder einer Ratingagentur vorgenommene Bonitätseinstufung auch nur sehr begrenzt objektiv überprüft werden. Kritik erfährt auch die vergangenheitsorientierte Auswahl der Bonitätskriterien, die nur sehr begrenzt in die Zukunft – und hierhin gehört die Ausfallwahrscheinlichkeit – extrapolierbar ist. Alternativ haben sich deshalb weitere Methoden zur Ermittlung der Bonität entwickelt. Hierzu gehören unter anderem die Insolvenzprognoseverfahren oder die „Extra Financial Research“. Erstere dienen dazu, mit Hilfe von Wahrscheinlichkeiten zu ermitteln, ob Schuldner innerhalb eines bestimmten Zeitraums (typischerweise ein Jahr) insolvent werden. Letztere beschäftigt sich mit Einflussfaktoren aus den Bereichen Umwelt (englisch Environment), Gesellschaft und Mitarbeiter (englisch Social) und Unternehmensführung (englisch Governance), in der Formel „ESG“ zusammengefasst. Dabei wird der Fokus auf wichtige, nicht-finanzielle (englisch extra financial) Größen gelegt, weil die klassische Bonitätsanalyse die Zukunftsfähigkeit eines Unternehmens oft nur verkürzt oder unzureichend darstelle.

## Straf- und zivilrechtlicher Schutz in Deutschland
Schuldner, die im Kreditantrag falsche Angaben über ihre Bonität machen, erfüllen den Tatbestand des Kreditbetrugs (§ 265b StGB). Wegen Verleumdung wird nach § 187 StGB bestraft, wer wider besseres Wissen in Beziehung auf einen anderen eine unwahre Tatsache behauptet oder verbreitet, welche denselben verächtlich zu machen oder in der öffentlichen Meinung herabzuwürdigen oder dessen Kredit zu gefährden geeignet ist.
Zivilrechtlich verpflichtet eine kreditschädigende unwahre Tatsachenbehauptung zum Schadensersatz nach § 824 BGB wie beispielsweise in einem der größten deutschen Wirtschaftsprozesse von Leo Kirch gegen die Deutsche Bank.

## Österreich
Auch in Österreich ist die Bonität der Ausgangspunkt für viele Vertragsentscheidungen, sowohl im Hinblick auf Verbraucher als auch Unternehmer. Eine – wie oben skizzierte – Differenzierung zwischen Positiv- und Negativmerkmalen bzw. harten und weichen Negativmerkmalen ist dem österreichischen Recht zwar nicht unbekannt; eine derartige Rechtsfolge, dass die Übermittlung harter Negativmerkmale an Auskunfteien regelmäßig zulässig ist, lehnt die Österreichische Datenschutzkommission jedoch ab.